# Liga Colombiana de Béisbol Profesional 1993-94
La temporada de la Liga Colombiana de Béisbol Profesional 1993-94 oficialmente y por motivos de patrocinio llamada Copa Kola Román-Davivienda 1993/1994 fue la 19° edición de este campeonato disputada a partir del 17 de diciembre de 1993. Un total de 4 equipos participaron en la competición de siete ciudades San Andrés Islas, Medellín, Barranquilla, Cartagena de Indias, Montería, Sincelejo y Santa Marta en esta temporada se dio inicio a la tercera y actual etapa del béisbol colombiano después de cinco años sin organizarse un campeonato.
Los juegos inaugurales fueron en Montería donde Phillps-Atlántico venció 8-5 a Kola Roman de Montería, en Santa Marta la novena de Mustang-Sucre venció 8-7 a Unimagdalena-Nectar y en San Andrés Davivienda-Islas derrotó 7-1 a Pilsen-Antioquia.

## Sistema de juego
Del 17 de diciembre de 1993 hasta finales de enero de 1994 jugados un todos contra todos, los 6 primeros equipos clasificaron a dos triangulares para definir los finalistas de la temporada, la final fue pactada en siete juegos del 30 de enero de 1994.

## Equipos participantes
| Equipo                 | Fundación | Departamento             | Ciudad           | Estadio                       | Capacidad |
| Mustang-Sucre          |           | Sucre                    | Sincelejo        | Estadio 20 de Enero           | 10 000    |
| Kola Román de Montería |           | Córdoba                  | Montería         | Estadio Dieciocho de Junio    | 11 000    |
| Doria-Promasa-Bolivar  |           | Bolívar                  | Cartagena        | Estadio Once de Noviembre     | 12 000    |
| Phillips-Atlántico     |           | Atlántico                | Barranquilla     | Estadio Tomás Arrieta         | 8 000     |
| Pilsen-Antioquia       |           | Antioquia                | Medellín         | Estadio Luis Alberto Villegas |           |
| Davivienda-Islas       |           | San Andrés y Providencia | San Andrés Islas | Estadio Wellingwourth May     |           |
| Unimagdalena-Nectar    |           | Magdalena                | Santa Marta      |                               |           |

## Play Off Final
Se disputaron 6 juegos para definir el campeón del 30 de enero al 4 de febrero de 1994.
| Pos | Equipo             | JG | JP | JJ | AVG.  | Dif |
| --- | ------------------ | -- | -- | -- | ----- | --- |
| 1.  | Phillips-Atlántico | 4  | 0  | 4  | 1.000 | --- |
| 2.  | Pilsen-Antioquia   | 0  | 4  | 4  | .000  | 3   |

|  | Campeón    |
|  | Subcampeón |

| Serie Play Off LCBP de 1993/94 Soda Clausen de Cartagena 2-4 Caimanes de Barranquilla |           |                                           |                 |                               |      |
| Juego                                                                                 | Fecha     | Resultado                                 | Serie (SOD-CAI) | Lugar                         | Hora |
| 1                                                                                     | Enero 30  | Phillips-Atlántico 5; Pilsen-Antioquia 0  | 1–0             | Estadio Tomás Arrieta         |      |
| 2                                                                                     | Enero 31  | Phillips-Atlántico 10; Pilsen-Antioquia1  | 2–0             | Estadio Tomás Arrieta         |      |
| 3                                                                                     | Febrero 3 | Pilsen-Antioquia 4; Phillips-Atlántico 11 | 3–0             | Estadio Luis Alberto Villegas |      |
| 4                                                                                     | Febrero 4 | Pilsen-Antioquia 1; Phillips-Atlántico 3  | 4–0             | Estadio Luis Alberto Villegas |      |

| Colombia                                 |
| Campeón Phillips-Atlántico Primer título |